# Акасан
Акасан (Akasan, іноді Aka100) — популярний гаїтянський напій, зроблений з молока, кукурудзяного борошна, зірочки анісу, ванілі та кориці. Його п'ють теплим або холодним, часто як напій на сніданок. Акасан дуже солодкий та густий.